# Capella (stjerne)
 For alternative betydninger, se Capella. (Se også artikler, som begynder med Capella)
Capella også kaldet Alpha Aurigae (α Aurigae, forkortet Alpha Aur el. α Aur) er den klareste stjerne i stjernebilledet Kusken. Capella er med en tilsyneladende størrelsesklasse på +0,08 den sjette klareste stjerne på himlen (Solen fraregnet), og den tredje klareste på den nordlige halvkugle. Stjernen der befinder sig i en afstand af 42,9 lysår fra Solen er egentlig to dobbeltstjerner.
Capella er cirkumpolar for observatører nord for 44°N og kommer derfor aldrig under horisonten. Navnet betyder Lille ged på latin og betragtes i græsk mytologi som Amalthea der gav bryst til Zeus.
Koordinater:  05h 16m 41.35871s, +45° 59′ 52.7693″
| Astronomi | Spire Denne artikel om astronomi er en spire som bør udbygges. Du er velkommen til at hjælpe Wikipedia ved at udvide den. |